# Banneux
Pour les articles ayant des titres homophones, voir Baneux et Banneu.
Banneux (ou Banneux-Notre-Dame) est un village de la commune belge de Sprimont situé en Région wallonne dans la province de Liège.
Ce village ardennais faisait partie de l'ancienne commune de Louveigné. 
À la suite des apparitions mariales en 1933, le site est devenu l'un des plus importants lieux de pèlerinage de Belgique.

## Situation
Il est situé à une trentaine de kilomètres au sud-est de Liège, sur la route nationale 666 qui va de Louveigné à Pepinster. Le village est constitué de deux centres principaux : Banneux-Village situé sur la route menant à Trasenster et Nessonvaux autour le l'église dédiée à Saint Léonard  et Banneux Notre-Dame implanté le long et au sud de la route nationale 666 autour du pèlerinage marial.

## Historique
L'histoire du petit hameaux de Banneux est marquée par les apparitions mariales qui seraient survenues en 1933, à une enfant du village, Mariette Beco. Après enquête canonique, ces apparitions, au nombre de huit, sont officiellement reconnues par l'évêque du lieu en 1949. Banneux se transforme en un grand centre de pèlerinage. De nos jours, ce sont près de 500 000 personnes qui visitent chaque année le sanctuaire. Le pape Jean-Paul II y est venu et a célébré une messe le 21 mai 1985.

## Centre de pèlerinage marial

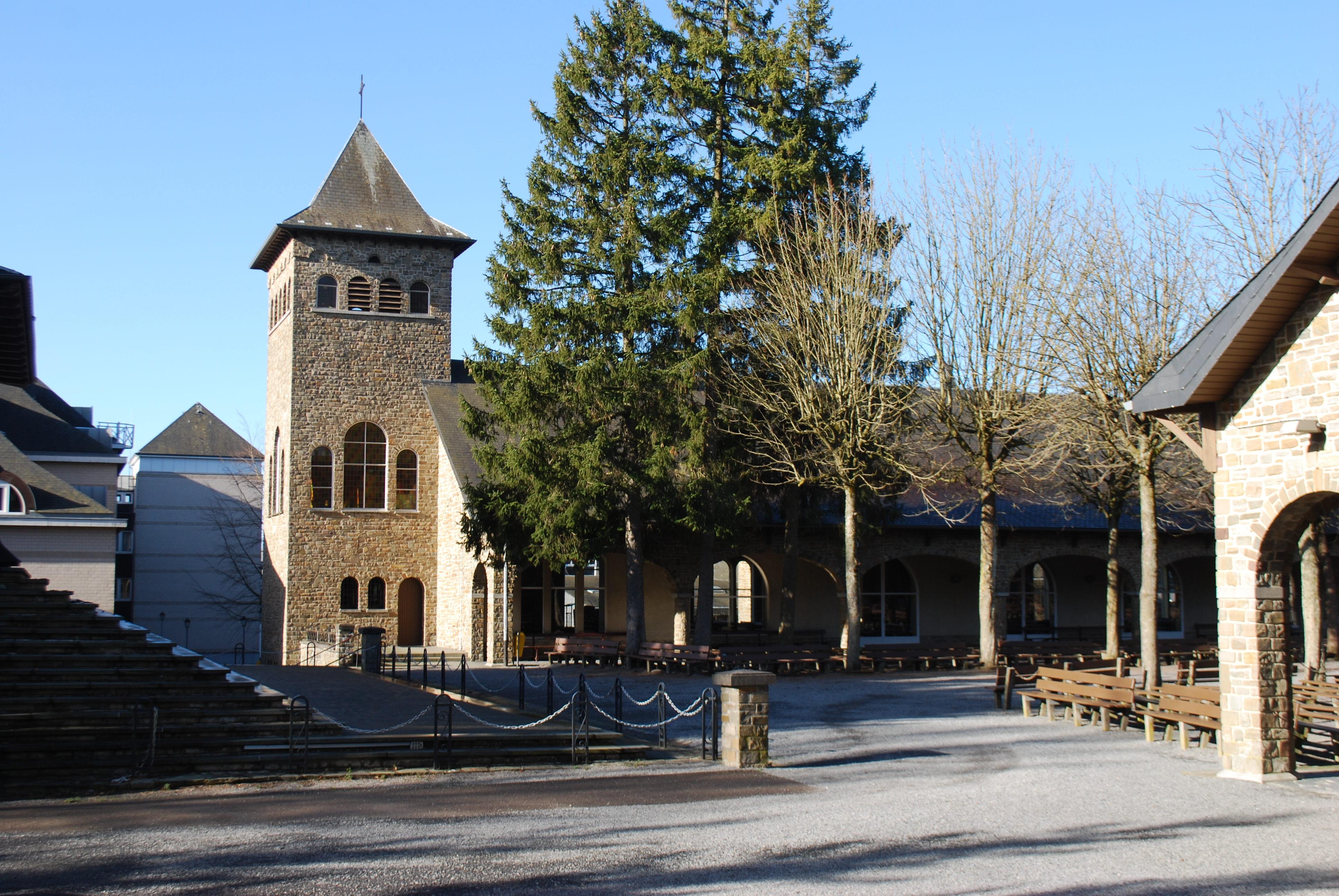
Vue de l'esplanade du sanctuaire Notre-Dame de Banneux.

Aujourd'hui Banneux Notre-Dame est un lieu de pèlerinage marial avec source d'eau dite 'miraculeuse' et hospice pour malades-pèlerins (Hospitalité Banneux Notre-Dame) disposant de 300 lits. Pendant la saison du pèlerinage entre mai et octobre, il y a chaque jour des bénédictions de malades et plusieurs messes pour les pèlerins. L'organisation du pèlerinage est dirigée par l'ASBL Banneux.
En 1985, le pape Jean-Paul II a visité le sanctuaire et y a rencontré la voyante, Mariette Beco.